# Susín
Susín es un despoblado actualmente perteneciente al municipio de Biescas, en la provincia de Huesca. También forma parte de a la comarca del Alto Gállego, en la comunidad autónoma de Aragón.

## Ubicación
La aldea de Susín se levanta a 1.065 m de altitud en un altiplano lleno de verdor, sito al comienzo del valle que conforma el barranco del río Oliván, tributario del río Gállego por la izquierda.
Se accede por la pista general del valle y el consiguiente desvío señalizado. Desde Oliván son 4 km, aptos para cualquier tipo de vehículos, si bien no conviene descuidar las precauciones a tener en cuenta en este tipo de vías. Si se va en automóvil habrá que tener en cuenta la existencia de una barrera al principio de la pista, en el puente del barranco. Las llaves pueden obtenerse en Oliván o en el Ayuntamiento de Biescas. Si se va andando, resulta mucho más corto subir por la antigua senda, señalizada con las marcas de pintura de la GR-16 (PR-3), pudiéndose realizar el trayecto Oliván-Susín en 30-40 minutos.

## Historia
Susín, aunque figura como despoblado, nunca ha estado abandonado. Sus propietarios siempre lo han atendido lo mejor que han sabido y podido. Además de la explotación ovina, que obliga a desplazarse todos los días, durante los fines de semana y vacaciones siempre hay gente.
Su población siempre ha sido exigua. Todos los censos de que disponemos, desde finales del siglo XV hasta nuestros días, dan una demografía oscilante entre dos y tres casas. Quizás el más elocuente es Madoz que, para 1845, da una población de "3 casas, 5 vecinos y 31 almas". Los nombres de sus casas son Canales, Mallau y Ramón, siendo estas dos últimas las únicas que subsisten en pie y en régimen de habitación temporal por parte de sus propietarios.
En 1834 formó Ayuntamiento propio, para unirse en 1845 a Casbas de Jaca y posteriormente a Oliván. En la actualidad forma parte del Ayuntamiento de Biescas.
Desde hace algún tiempo y a iniciativa de Angelines Villacampa Villacampa -de casa Mallau- diversos campos de trabajo y grupos de voluntarios dedican parte de su tiempo de ocio a la rehabilitación del entorno (caminos, paredes, campos, huertos, limpieza de bosques...) y de algunos edificios del pueblo entre los que hay que destacar la ermita de Nuestra Señora de las Eras.
Fiestas populares
- Fiesta grande: 15 de agosto, día de la Asunción
- Fiesta pequeña: 11 de diciembre, festividad de Santa Olaria de Mérida
- Romería: Último fin de semana de mayo.

## Patrimonio

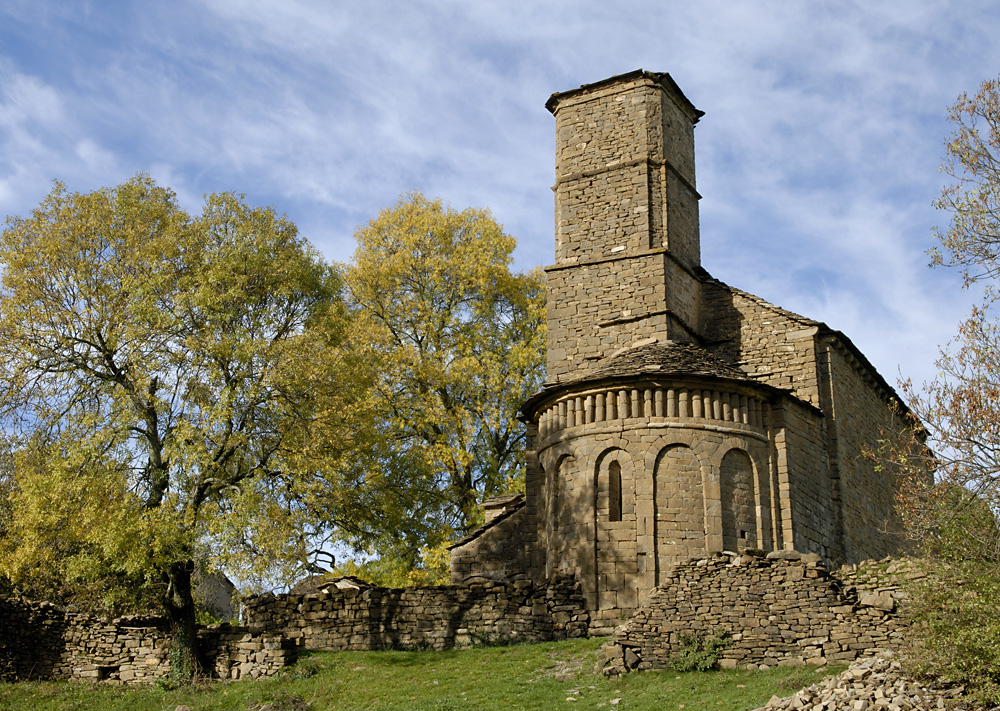
Iglesia de Santa Eulalia

La iglesia de Santa Eulalia, a todas luces, es el edificio más emblemático de Susín. Sita en el extremo Norte del pueblo, cuando menos, es un edificio híbrido entre el primitivo templo medieval y las obras acometidas en el siglo XVIII.
Del edificio medieval (para unos mozárabe de la segunda mitad del siglo X y para otros románico-larredense levantado entre 1060 y 1070) quedan el ábside de baquetones y arcuaciones ciegas con lesenas y el presbiterio, amén de una preciosa ventanita ajimezada, orgullo del templo y emblema de un territorio. Poseyó pinturas murales, ejecutadas en torno a 1100 y que hoy se encuentran en el Museo Diocesano de Jaca.
Las obras del siglo XVIII, quizás llevadas a cabo por ruina de la anterior fábrica, invirtieron la orientación del templo. A los pies colocaron, a modo de capilla, el nuevo altar y en el viejo ábside, emplazaron la actual torre-campanario.
Al exterior del ábside es posible ver unos cuantos sillares labrados con trazas diversas. Hay quien opina que provienen de un anterior templo visigodo o, cuando menos, de tradición visigótica, otros entre los cuales se encuentra el que esto escribe, piensan que fueron ejecutados bien a la par, bien con posterioridad a la erección del templo.